# Serbia Open
|  | No s'ha de confondre amb Belgrade Open. |

El torneig de Belgrad, conegut oficialment com a Serbia Open, és una competició tennística professional que es disputa sobre terra batuda al SRPC Milan Gale Muškatirović de Belgrad, Sèrbia. Pertany a les sèries 250 del circuit ATP masculí.
El torneig es va crear l'any 2009 i és el primer torneig que tennis professional que es disputa en aquest país. La família de Novak Đoković va adquirir els drets del torneig de l'Obert dels Països Baixos i va convèncer el govern serbi per donar suport a la iniciativa i construir la seu a Belgrad.
L'any 2013 fou cancel·lat definitivament i substituït pel Power Horse Cup de Düsseldorf.

## Palmarès

### Individual masculí
| Any         | Campió            | Finalista       | Resultat         |
| ----------- | ----------------- | --------------- | ---------------- |
| 2022        | Andrei Rubliov    | Novak Đoković   | 6−2, 6−7(4), 6−0 |
| 2021        | Matteo Berrettini | Aslan Karatsev  | 6−1, 3−6, 7−6(0) |
| 2021        | Novak Đoković (3) | Alex Molčan     | 6−4, 6−3         |
| 2020 − 2013 | No celebrat       | No celebrat     | No celebrat      |
| 2012        | Andreas Seppi     | Benoît Paire    | 6−3, 6−2         |
| 2011        | Novak Đoković     | Feliciano López | 7−6(4), 6−2      |
| 2010        | Sam Querrey       | John Isner      | 6−3, 7−6(4), 6−4 |
| 2009        | Novak Đoković     | Łukasz Kubot    | 6−3, 7−6(0)      |

### Dobles masculins
| Any         | Campions                             | Finalistes                        | Resultat         |
| ----------- | ------------------------------------ | --------------------------------- | ---------------- |
| 2022        | Ariel Behar Gonzalo Escobar          | Nikola Mektić Mate Pavić          | 6−2, 3−6, [10−7] |
| 2021        | Ivan Sabanov Matej Sabanov           | Ariel Behar Gonzalo Escobar       | 6−3, 7−6(5)      |
| 2021        | Jonathan Erlich Andrei Vasilevski    | André Göransson Rafael Matos      | 6−4, 6−1         |
| 2020 − 2013 | No celebrat                          | No celebrat                       | No celebrat      |
| 2012        | Jonathan Erlich Andy Ram             | Martin Emmrich Andreas Siljeström | 4−6, 6−2, [10−6] |
| 2011        | František Čermák Filip Polášek       | Oliver Marach Alexander Peya      | 7−5, 6−2         |
| 2010        | Santiago González Travis Rettenmaier | Tomasz Bednarek Mateusz Kowalczyk | 7−6(6), 6−1      |
| 2009        | Oliver Marach Łukasz Kubot           | Johan Brunström Jean-Julien Rojer | 6−2, 7−6(3)      |